# Pepper Keibu
Pepper Keibu jest 37 singlem grupy Morning Musume. Jest to cover hitu Pink Lady z roku 1976

## CD
1. "Pepper Keibu" (ペッパー警部?, "Inspector Pepper")
2. "Romance" (ロマンス?)
3. "Pepper Keibu (Instrumental)"

## Członkowie będący w  zespole na czas singla
5 generacja: Ai Takahashi, Risa Niigaki
6 generacja: Eri Kamei, Sayumi Michishige, Reina Tanaka
7 generacja: Koharu Kusumi
8 generacja: Aika Mitsui, JunJun, Qian Lin